# Toni Alcántara
Antonio Alcántara Fernández (Sagrillas, Albacete, 1950) más conocido como Toni Alcántara es un personaje ficticio que aparece en la serie de televisión española Cuéntame, interpretado por el actor Pablo Rivero. En la serie, es el segundo hijo de la familia Alcántara,  un chico típico de la época, interesado en la moda y las chicas; sin embargo, la entrada en la universidad lo lleva a interesarse por la situación política del país y se transforma en un joven revolucionario y liberal, que da a su familia más de un quebradero de cabeza por la política.

## Juventud
Nacido en 1950, Toni aparece reflejado en los primeros capítulos como un joven al que solo le interesa salir y pasarlo bien, pero que con su entrada en la universidad, donde estudia derecho, comienza a tener inquietudes políticas. Su relación con una compañera de clase, Marta Altamira Gómez (Anna Allen), le hace cambiar su forma de ver la realidad. Su proceso de iniciación en la vida política -desde posiciones izquierdistas- corre parejo a su maduración personal, fruto de una experiencia dolorosa: los dos jóvenes son detenidos por su actividad política, Marta aborta espontáneamente un hijo suyo y, poco después, es enviada por su padre, un importante hombre del régimen franquista, al extranjero.
Un año más tarde Toni inicia una relación sentimental con Clara Jiménez (Silvia Espigado) su vecina, 14 años mayor que él y madre soltera de Josete, relación que se rompe cuando Merche descubre el noviazgo y se enfrenta violentamente a Clara, llegando a amenazarla y a darle una bofetada. Toni lo pasa mal porque estaba muy enamorado de Clara, pero ella cree que es lo mejor para ambos. Tras la ruptura con Clara, Toni inicia relaciones esporádicas con varias chicas, una de ellas la fotógrafa Mila, que en 1972 logra convertirse en su novia. A pesar de lo bien que se entiende con ella y de lo mucho que Mila lo quiere, su noviazgo se rompe cuando Toni le es infiel con Marta, con quien se ha reencontrado por sorpresa cuando ella está a punto de casarse. Mila los descubre besándose el día en que Toni está a punto de dejar a Marta y rompe definitivamente con él, tras lo cual Toni se da cuenta de que quería a la fotógrafa más de lo que creía y se arrepiente de haberla perdido. Más adelante Toni y Marta vuelven a encontrarse, ella ya separada de su marido, y vuelven a iniciar un noviazgo que en principio no es aceptado por el resto de la familia Alcántara, ya que Marta legalmente está casada y sin posibilidades de divorciarse. La pareja no se rinde y logra que los padres y la abuela de Toni terminen por aceptar que quieren estar juntos. Sin embargo en 1974 Marta, que milita en el PCE, decide marcharse a Francia a propuesta del partido, razón por la que la relación entre Toni y ella se enfría. Finalmente acaban rompiendo. 
Tiempo después Toni conoce a Juana Andrade (Cristina Alcázar) una compañera de trabajo con la que inicia una relación. Pese a que se llevan bien, entre la pareja surgen algunos escollos, principalmente que ella quiere tener hijos al año de vivir juntos y él prefiere esperar, del mismo modo que Toni no quiere casarse con Juana legalmente porque no cree en el matrimonio, aunque finalmente terminan casándose por lo civil en Gibraltar. Otros hechos que dificultaron la relación de pareja fue la infidelidad de Juana con un amigo común cuando ella le pidió a Toni que se fueran a vivir juntos meses después de empezar su relación y él quiso pensárselo, además de la presencia de Marta, con quien Toni volvió a encontrarse en 1975, ya que Altamira quería volver con Toni y aunque él se negó, Juana creía que su novio la engañaba. Finalmente Juana se quedó embarazada en 1977 pero sufrió un aborto que provocó un distanciamiento con Toni, ya que la pareja no vivió la pérdida de la misma manera. Juana acabó dejando a Toni pero pocos días después volvieron a acostarse antes de discutir de manera acalorada. Juana quedó embarazada de nuevo tras ese encuentro pero decidió ocultarle el embarazo a Toni porque la ruptura aún estaba reciente y era dolorosa para ella. Cuando el niño tenía dos años Toni se encontró a Juana en una manifestación y descubrió su paternidad. Ella en principio no quiso que viera al pequeño Santiago pero al final aceptó que Toni tenía derecho a ejercer su paternidad, aunque el pequeño siguió viviendo con su madre. 
Laboralmente Toni ha tenido diferentes empleos, aunque sus profesiones más destacadas han sido la abogacía y el periodismo, que ejerce actualmente pese a que él en realidad estudió la carrera de derecho.

## Adultez
Meses más tarde,  tiene que incorporarse al servicio militar y en el ejército conoce a Mario (Mikel Losada) y Álvaro (Nacho Casalvaque). Los tres comenzarán a repartir propaganda antifranquista. Finalizada esa etapa comienza a trabajar con Eugenio, el novio de su hermana, en la construcción de un edificio, donde, debido a las malas condiciones de trabajo, se produce la muerte de un obrero, casado apenas veinticuatro horas antes. Dicho suceso le reafirma en su ambición de ser un abogado laboralista. Paralelamente mantiene una relación sentimental con Clara que lo aproxima a la triste realidad de las mujeres marginadas por la sociedad por su condición de madres solteras. Mercedes, al conocer la existencia de dicha relación, la cortará de raíz.
Al año siguiente comienza a trabajar en el diario Pueblo, donde conoce a Mila (Irene Montalà), una fotógrafa con la que comienza una relación amorosa que finaliza con la reaparición de Marta, la antigua novia de Toni, prometida con Alejandro (Alejandro Navamuel), un hombre que espera la muerte de Franco para cobrar protagonismo en la transición desde su militancia en el PSOE. A pesar de su compromiso, Marta no ha dejado de querer a Toni y, pese a estar casada con Alejandro, retoma su relación con él. Toni finalmente decide no comprometerse con nadie y se vuelca de pleno en la actividad política, militando junto a un compañero del periódico Chema (Miguel Hermoso Arnao), en la clandestina Liga Comunista Revolucionaria (LCR). Esto lo lleva a fingir estar casado con Aurora (Carla Calparsoro), compañera del partido con la que convive en un apartamento que en realidad utilizan para imprimir panfletos. Solo tres personas ajenas a su militancia comunista saben de ella: sus hermanos Carlos, que le descubre un DNI falso, e Inés, y Eugenio, que se encargará de arreglar la máquina de imprimir cuando Toni se lo pida. Mientras tanto, un policía que ya lo había detenido, el inspector Dávila, lo vigila de cerca. Por si fuera poco, Alejandro le confiesa que está celoso.
Después conoce en el diario Pueblo a Juana (Cristina Alcázar) con quien tiene una bonita relación, incluso se casan en Gibraltar. Cuando Toni descubre que Juana espera un hijo, se sorprende. Cuando los Alcántara se mudan a un nuevo barrio y les dejan la antigua casa a Toni y a Juana, ella pierde al hijo que espera y eso destruye su relación. Tras el exilio de su hermana Inés en Argentina, vive con ella. Tocado tras su separación, empieza a recuperar la ilusión junto a Cecilia, una alocada camarera argentina, amiga de Inés. Un tiempo después se entera de que Inés tiene problemas de drogas pero, con la ayuda de su familia y de Eugenio, sale adelante. Una vez Inés está ya recuperada y tras haber perdido su empleo como abogado, decide instalarse con Cecilia en Roma. Un año más tarde, con motivo de la enfermedad de su madre, Mercedes, vuelve a Madrid y comienza a trabajar en la radio. En una manifestación feminista, Toni se encuentra con su ex, Juana, a la que ve con un niño que, por su edad, probablemente sea su hijo. Juana le confirma más tarde que sí es el padre de su hijo, Santiago.

## Década de los 80
El 23 de febrero de 1981, mientras informa en la radio de la investidura presidencial de Leopoldo Calvo Sotelo, le sorprende el intento de Golpe de Estado (23-F), que el Teniente Coronel Antonio Tejero Molina, de la Guardia Civil, llevó a cabo en las Cortes Españolas. Los reporteros asistentes son liberados y frente al Hotel Palace (donde se habían improvisado las oficinas de la prensa y demás) conoce a Sancho, el actual compañero de Juana, quien se muestra celoso de él. Juana le dice que se irá a Londres, donde le han dado a Sancho un puesto en la Embajada española.
Después de que su hermano Carlos encuentre una cinta de video que Juana envió de Londres y mientras viajan con Inés a Sagrillas, Carlos le encuentra una foto de Santiago en la cartera y Toni les confiesa que es su hijo con Juana, pero que por el momento no desea decir nada a sus padres.
Juana regresa de Londres, tras fracasar en su relación con Sancho, Inés le ofrece alojamiento a Juana y al niño, tras revelarle a Toni que Sancho es un hombre posesivo, de carácter autoritario y despótico. Tras un breve conflicto con Sancho, Toni le echa de la casa de su hermana y se marcha con Juana a Sagrillas donde por fin revelan a Antonio, Mercedes, Herminia y María, que Santiago es hijo suyo y de Juana.
Toni se marcha un tiempo a Londres, para estar más cerca de Santiago, allí trabaja como promotor de espectáculos. Regresa brevemente a España para ayudar a su hermano Carlos, que está preso en Carabanchel, culpado de tráfico y posesión de drogas. Cuando Carlos queda libre de los cargos, ambos regresan un tiempo a Londres. 
En 1982, Toni, vuelve a España y vive en el piso de su hermana Inés, dedicándose al periodismo investigativo. Es entonces cuando empieza a investigar una serie de robos a bancos, lo que le lleva a descubrir que la policía estaba compinchada con los asaltantes y así se quedaban parte del botín. La investigación le lleva hasta Tánger (Marruecos), donde sufre un accidente de coche debido a que los mismos policías que investigaba le habían saboteado los frenos. Tras el accidente que sufre en Tánger, se confirma que finalmente no muere como se había especulado y Toni regresa a Madrid con la ayuda de sus padres, Mercedes y Antonio. 
Tras no prosperar en su investigación en Tánger, empieza a trabajar en una agencia periodística y establece una amistad con Samuel (Juan Díaz). Junto a él comienza a involucrarse en una investigación sobre el GAL en 1984. Todo da un giro cuando Toni recibe una lista de miembros de Herri Batasuna que iban a ser asesinados, y entre ellos estaba Mario, su viejo amigo de la mili. Movido por sus principios, viaja al País Vasco para advertir a su amigo de que iba a ser asesinado. Como  consecuencia de esto, intentaron asesinar a Toni mediante una carta bomba, que Samuel abre accidentalmente y pierde dos dedos de la mano derecha. Dado que su vida estaba en peligro, Toni se ve obligado a marcharse de España y exiliarse en Londres, donde conoce a su nuevo amor.
En 1985 mientras trabajaba de reportero en Beirut, se reencuentra con su viejo amigo Chema de Pueblo que le ofrece presentar la segunda edición del Telediario de TVE. Toni accede y regresa a Madrid, esta vez junto a un nuevo amor, Deborah, una mujer inglesa de ascendencia judía experta en algoritmos. El hecho de que su nuevo amor sea una mujer judía impactó a su familia, sobre todo a Herminia. 
En 1986 se reencuentra con Samuel, justo cuando Emilio Bretón, el inspector de policía que intento asesinar a Toni en 1983, se suicida.  
Es ahí cuando Toni empieza a involucrase en una trama de la mafia italiana, liderada por Gaetano Mazolini. Este pide a Toni que escriba su biografía. El día de Nochebuena de 1987, descubre que Toni estaba infiltrado en la policía. Salva la vida tras un intento de asesinato de Gaetano. 
Durante este tiempo le es infiel a Deborah lo que provoca su distanciamiento por unas semanas.
En 1988 Toni y Deborah se casan en Londres y Hugh (Jimmy Shaw), el exmarido de Deborah, monta un escándalo en la boda. En 1989 pasan a Toni a los informativos de la mañana, algo que no es de su agrado y, dada a la aprobación de la Ley de Televisión Privada de España, Toni empieza a tantear la posibilidad de fichar por Antena 3. En cuanto a lo personal, Toni y Deborah intentan tener un hijo sin éxito, hasta que en octubre de 1989 lo consiguen y Deborah se queda embarazada. En noviembre de ese mismo año, Toni es enviado a Berlín para cubrir la caída del Muro de Berlín.

## Década de los 90
En 1990, Toni finalmente decide quedarse en Televisión Española y se integra en Informe Semanal donde, por petición de Consuelo, una empleada de limpieza de la redacción, empieza a investigar un caso de niños robados del que la propia Consuelo fue víctima. De esta forma, Toni acaba en Sevilla donde encuentra a la hija robada de Consuelo, Estrella, que fue adoptada por una familia de alto poder adquisitivo. 
En lo personal, en marzo de 1990 con dos meses de anticipación, Deborah da a luz a Sol y se convierten en padres por segunda vez. También tiene que lidiar con los problemas de abuso escolar que su hijo Santi está sufriendo. 
En 1991 Toni Alcántara por voluntad propia, es enviado como reportero de TVE a Amán, la capital de Jordania, para cubrir la Primera Guerra del Golfo, en la que Irak invadió Kuwait, con el objetivo de narrar los acontecimientos de forma verídica desde la zona de conflicto. Cuando lleva cinco días en territorio jordano, Toni recibe la llamada de un ciudadano iraquí asentado en Madrid, al que conoció en el bufete donde Antonio y Mercedes firmaron el divorcio, y le pide como favor cruzar la frontera jordano-iraquí para entrevistar al primo de dicho ciudadano, para que cuente su versión de los hechos de la Guerra. Tras varias dificultades, Toni consigue convencer a Jero (el cámara que acompaña a Toni) y al cocinero del hotel y cruzan a Irak. Durante el trayecto hacia el pueblo del primo del ciudadano iraquí asentado en Madrid, los tres sufren un pinchazo en la rueda y cuando el cocinero jordano se disponía a ir al baño, pisa una mina y fallece en el acto. Mientras Toni y Jero intentan arreglar la rueda y llegar a su destino, les secuestran unos hombres armados, que solicitan un rescate de 200.000 USD por él y Jero. Finalmente logran escapar con la ayuda de unos niños que buscaban el "sueño europeo" y la de los familiares del ciudadano iraquí residente en Madrid. 
Una vez de vuelta en España, Estrella, la niña robada, consigue contactar con Toni y le pide  conocer a su madre. Al fin se produce el encuentro entre la joven y Consuelo en la casa de Toni. 
Tras una series de conflictos con Chema por su irresponsable decisión de ir a Irak, este ofrece a Toni cubrir los Juegos Olímpicos de Barcelona 1992. Durante ese tiempo, Toni se muestra contrario a que Inés tenga una relación lésbica con Belén, cosa que se acentúa más cuando, gracias a un contacto facilitado por su compañera Sara, descubre cosas de Belén, como que solía tener varias relaciones pasajeras con varias actrices con las que trabajaba. 
En 1993, su padre sufre un atropello y cuando iba hacia el hospital junto a Deborah, se reencuentra con Marta. Días después de este encuentro, se vuelven a ver y está le propone un puesto en el gobierno. 
- Datos: Q10961330